# La Voie du destin
Pour le roman Star Wars de Walter Jon Williams, voir La Voie du destin (roman).
La Voie du destin (Perfect Pie) est un film canadien réalisé par Barbara Willis Sweete en 2002.

## Synopsis
Une célèbre cantatrice accepte de venir donner un concert bénéfice dans son village natal de la campagne d'Ontario à la suite de la demande de son amie d'enfance. Ce sera l'occasion pour les deux femmes de faire la paix avec leur passé. Ce passé est marqué par un drame traumatisant.

## Fiche technique
- Titre original : Perfect Pie
- Réalisation : Barbara Willis Sweete
- Scénario : Judith Thompson, d'après sa pièce
- Musique : Alexina Louie et Alex Pauk
- Directeur de la photographie : Paul Sarossy
- Montage : David Wharnsby
- Distribution des rôles : John Buchan
- Création des décors : Peter Cosco
- Décoration artistique : John Moran
- Décorateur de plateau : Eric McNab
- Création des costumes : Anne Dixon
- Producteur : Niv Fichman
- Coproducteurs : Jennifer Jonas et Sheena Macdonald
- Producteur exécutif : Daniel Iron
- Sociétés de production : Astral Films, Rhombus Media et Téléfilm Canada
- Société de distribution : Odeon Films
- Genre : Drame
- Pays :  Canada
- Durée : 92 minutes

## Distribution
- Wendy Crewson : Patsy Willets
- Barbara Williams : Francesca Prine / Marie Begg
- Alison Pill : Marie, à 15 ans
- Rachel McAdams : Patsy, à 15 ans
- Jennifer Pisana : Marie, à 10 ans
- Brittany Bristow : Patsy, à 10 ans
- Tom McCamus : Don Rayford
- Alex Campbell : Don Rayford, à 15 ans